# ショモギー・ラースロー
ショモギー・ラースロー（Somogyi László, 1907年6月25日 - 1988年5月20日）は、ハンガリー出身の指揮者。

## 経歴
1907年、ブダペスト生まれ。フランツ・リスト音楽院で、ヴェイネルとコダーイに師事。1935年にブリュッセルに行き、ヘルマン・シェルヘンの薫陶も受けた。
1943年からブダペスト交響楽団の設立に関わり、1945年にはハンガリー国立フィルハーモニー管弦楽団の首席指揮者の座をフェレンツ・フリッチャイと共に務めた。その後、1950年にブダペスト交響楽団の首席指揮者に就任した。
ハンガリー動乱の際にアメリカに亡命し、1964年から1968年までロチェスター・フィルハーモニー管弦楽団の首席指揮者を務めた。1988年、ジュネーヴで没。